# Letis herilia
Letis herilia là một loài bướm đêm trong họ Erebidae.